# Distrikt Tumay Huaraca
Der Distrikt Tumay Huaraca liegt in der Provinz Andahuaylas in der Region Apurímac im zentralen Süden von Peru. Der Distrikt wurde am 29. Dezember 1964 gegründet. Er besitzt eine Fläche von 453 km². Beim Zensus 2017 wurden 1065 Einwohner gezählt. Im Jahr 1993 lag die Einwohnerzahl bei 2016, im Jahr 2007 bei 2144. Die Distriktverwaltung befindet sich in der 3369 m hoch gelegenen Ortschaft Umamarca mit 538 Einwohnern (Stand 2017). Umamarca liegt 48 km südsüdwestlich der Provinzhauptstadt Andahuaylas.

## Geographische Lage
Der Distrikt Tumay Huaraca liegt im Andenhochland im Süden der Provinz Andahuaylas. Das Areal wird nach Westen zum Río Chicha (auch Río Soras) entwässert.
Der Distrikt Tumay Huaraca grenzt im Nordwesten an die Distrikte Huayana und Chiara, im Norden an die Distrikte Huancaray und Turpo, im Nordosten an den Distrikt Andahuaylas, im Osten an die Distrikte Colcabamba, Toraya und Capaya (alle drei in der Provinz Aymaraes) sowie im Süden an den Distrikt Pomacocha.